# Topol pri Begunjah
Topol pri Begunjah je naselje u slovenskoj Općini Cerknici. Topol pri Begunjah se nalazi u pokrajini Notranjskoj i statističkoj regiji Notranjsko-kraškoj. 

## Stanovništvo
Prema popisu stanovništva iz 2002. godine naselje je imalo 85 stanovnika.